# Elaeagia laxiflora
Elaeagia laxiflora là một loài thực vật có hoa trong họ Thiến thảo. Loài này được Standl. & Steyerm. mô tả khoa học đầu tiên năm 1953.